# Ольховка (Житомирская область)
Ольхо́вка (укр. Ольхівка) — село на Украине, находится в Емильчинском районе Житомирской области.
Код КОАТУУ — 1821782405. Население по переписи 2001 года составляет 54 человека. Почтовый индекс — 11251. Телефонный код — 4149. Занимает площадь 0,444 км².
Стоит при впадении в реку Уж её притока Хотоза.

## Адрес местного совета
11253, Житомирская область, Емильчинский р-н, с. Зеленица